# Birgit Stefelt
Birgit Viola Hildegard Wiberg-Stefelt, född 25 september 1915 i Malmö, död 11 juni 2002 i Stockholm, var en svensk skulptör.
Stefelt var gift med ingenjören John August Magni Stefelt. Hon studerade skulptur vid Lena Börjesons skulpturskola i Stockholm 1946–1949 och Académie de la Grande Chaumière i Paris 1948. Som San Michelestipendiat vistades hon i Italien 1955. Hon medverkade sedan 1952 regelbundet i samlingsutställningar med Skånes konstförening och Helsingborgs konstförening. Hon var representerad vid Kulla konst 1957 och i Sveriges allmänna konstförenings utställningar på Liljevalchs konsthall samt Liljevalchs Stockholmssalonger. Bland hennes offentliga arbeten märks en terrakottarelief för en banklokal i Landskrona och en porträttskulptur i brons av justitierådet Alexandersson vid Högsta domstolen i Stockholm. Hennes konst består av reliefer och porträtthuvuden av barn.